# Fenghua

Lage von Beilun im Gebiet der Stadt Ningbo

Fenghua (chinesisch 奉化市, Pinyin Fènghuà Shì) ist ein Stadtbezirk der Unterprovinzstadt Ningbo in der ostchinesischen Provinz Zhejiang. Sie hat eine Fläche von 1.251 km² und zählt 577.505 Einwohner (Stand: Zensus 2020).
Die alte Residenz der Familie von Chiang Kai-shek (chinesisch 蔣氏故居 / 蒋氏故居, Pinyin Jiǎngshì gùjū) steht seit 1996 auf der Liste der Denkmäler der Volksrepublik China (4-222).

## Persönlichkeiten
- Chen Shunli (1917–2003), Wirtschaftswissenschaftler, Hochschullehrer und Politiker